# Глизе 570
Глизе 570 (англ. Gliese 570) — кратная система в созвездии Весов, состоящая из четырёх звёзд: двух красных, одного оранжевого и одного коричневого карликов. Находится на расстоянии около 19 световых лет от Солнца.

## Характеристики
Система имеет довольно сложное строение: два тусклых компонента, Глизе 570 В и Глизе 570 С, обращаются вокруг общего центра масс на очень близком расстоянии друг от друга — всего лишь 0,79 а. e., совершая полный оборот за 309 суток. Главный компонент, Глизе 570 А, удалён от них на расстоянии 190 а.е., а период обращения данной пары и главного компонента составляет 2130 лет. Все компоненты принадлежат к популяции старых звёзд галактического диска.

### Глизе 570 А
Главный компонент является самой яркой звездой в системе, он представляет собой оранжевый карлик главной последовательности. Его масса и диаметр приблизительно равны 76 % и 77 % солнечных соответственно. Светимость Глизе 570 А эквивалентна 15,6 % светимости Солнца, а период вращения вокруг собственной оси составляет 48,3 суток. Состав звезды сходен с солнечным: тяжёлых элементов (то есть тяжелее водорода и гелия) в нём чуть больше: 102 % по сравнению с Солнцем.

### Глизе 570 В
Данный компонент принадлежит к классу красных карликов — категории «холодных» и тусклых звёзд, которые благодаря медленному протеканию термоядерных реакций живут очень долго — от десятков миллиардов до нескольких триллионов лет. Масса и диаметр данной звезды приблизительно равны 55 % и 65 % солнечных соответственно, а светимость не превышает 1,9 % солнечной светимости.

### Глизе 570 С
Входящий в пару с Глизе 570 В, компонент С по своим основным характеристикам похож на него: его масса и светимость эквивалентны 35 % и 0,3 % солнечных соответственно. Согласно некоторым исследованиям, эта звезда имеет необычно большую скорость вращения.

## Возможная планета и присутствующая сверхпланета
В 1998 году астрономами было анонсировано открытие планеты Глизе 570 A b, обращающейся вокруг главного компонента, Глизе 570 A. Однако дальнейшие исследования показали, что эти данные сомнительны. Но, в любом случае, это не означает, что в системе отсутствуют любые планетарные объекты.
Также в системе присутствует
коричневый карлик, «недозвезда»-сверхпланета Gliese 570 BC b, субзвёздный объект с массой 50 ± 20 масс Юпитера. Он был открыт 15 января 2000 года группой американских астрономов в рамках проекта 2MASS. Сверхпланета-суперюпитер обращается на расстоянии 1500 а.е. от остальных трёх компонентов, температура её поверхности составляет всего лишь около 500 °С. Её возраст исследователи определяют в 2—5 млрд лет.

## Ближайшее окружение звезды
Следующие звёздные системы находятся на расстоянии в пределах 10 св. лет от Глизе 570:
| Звезда         | Спектральный класс | Расстояние, св. лет |
| -------------- | ------------------ | ------------------- |
| LP 914-54      | M8V                | 1,9                 |
| BD−11°3759     | M3,5V              | 3,6                 |
| HIP 72509      | MV                 | 4,8                 |
| HO Весов       | M2,5V              | 5,2                 |
| CD-25 10553 AB | M3V / M3V          | 5,5                 |
| CD-40 9712     | M0-3V              | 7,1                 |
| L 768-119      | M3,5-5V            | 8,6                 |